# NGC 5509
NGC 5509 is een lensvormig sterrenstelsel in het sterrenbeeld Ossenhoeder. Het hemelobject werd op 10 juni 1887 ontdekt door de Franse astronoom Guillaume Bigourdan.

## Synoniemen
- MCG 4-34-3
- ZWG 133.10
- PGC 50751